# Пинчешть (комуна, Бакеу)
Пинчешть, Пинчешті (рум. Pâncești) — комуна у повіті Бакеу в Румунії. До складу комуни входять такі села (дані про населення за 2002 рік):
- Дієнец (686 осіб)
- Кілія-Беней (139 осіб)
- Моток (157 осіб)
- Петрешть (744 особи)
- Пинчешть (1407 осіб)
- Соч (688 осіб)
- Фулджеріш (337 осіб)
- Фунду-Веїй (153 особи)

Комуна розташована на відстані 225 км на північ від Бухареста, 28 км на південний схід від Бакеу, 98 км на південний захід від Ясс, 125 км на північний захід від Галаца, 137 км на північний схід від Брашова.

## Населення
За даними перепису населення 2002 року у комуні проживали 4311 осіб.
Національний склад населення комуни:
| Національність | Кількість осіб | Відсоток |
| -------------- | -------------- | -------- |
| румуни         | 4115           | 95,5 %   |
| цигани         | 196            | 4,5 %    |

Рідною мовою назвали:
| Мова      | Кількість осіб | Відсоток |
| --------- | -------------- | -------- |
| румунську | 4295           | 99,6 %   |
| циганську | 16             | 0,4 %    |

Склад населення комуни за віросповіданням:
| Релігія       | Кількість осіб | Відсоток |
| ------------- | -------------- | -------- |
| православні   | 4252           | 98,6 %   |
| старообрядці  | 27             | 0,6 %    |
| п'ятдесятники | 26             | 0,6 %    |
| римо-католики | 4              | 0,1 %    |